# Stegastes
Genre
Stegastes est un genre de poissons de la famille des Pomacentridae (famille des « demoiselles »), dont les plus courants sont communément appelés « grégoires ».

## Liste des espèces
Selon FishBase (4 avril 2014) :
- Stegastes acapulcoensis (Fowler, 1944)
- Stegastes adustus (Troschel, 1865) -- « Demoiselle brune »
- Stegastes albifasciatus (Schlegel & Müller, 1839)
- Stegastes altus (Okada & Ikeda, 1937)
- Stegastes apicalis (De Vis, 1885)
- Stegastes arcifrons (Heller & Snodgrass, 1903)
- Stegastes aureus (Fowler, 1927)
- Stegastes baldwini Allen & Woods, 1980
- Stegastes beebei (Nichols, 1924)
- Stegastes diencaeus (Jordan & Rutter, 1897)
- Stegastes emeryi (Allen & Randall, 1974)
- Stegastes fasciolatus (Ogilby, 1889) -- « Grégoire du Pacifique »
- Stegastes flavilatus (Gill, 1862)
- Stegastes fuscus (Cuvier, 1830)
- Stegastes gascoynei (Whitley, 1964)
- Stegastes imbricatus Jenyns, 1840
- Stegastes insularis Allen & Emery, 1985
- Stegastes leucorus (Gilbert, 1892)
- Stegastes leucostictus (Müller & Troschel, 1848) -- « Beau Grégoire »
- Stegastes limbatus (Cuvier, 1830) -- « Grégoire d'ébène »
- Stegastes lividus (Forster, 1801)
- Stegastes lubbocki Allen & Smith, 1992
- Stegastes nigricans (Lacepède, 1802) -- « Grégoire noir »
- Stegastes obreptus (Whitley, 1948)
- Stegastes otophorus (Poey, 1860)
- Stegastes partitus (Poey, 1868) -- « Demoiselle bicolore »
- Stegastes pelicieri Allen & Emery, 1985 -- « Grégoire mauricien »
- Stegastes pictus (Castelnau, 1855)
- Stegastes planifrons (Cuvier, 1830) -- « Demoiselle trois points »
- Stegastes punctatus (Quoy & Gaimard, 1825) -- « Grégoire fermier »
- Stegastes rectifraenum (Gill, 1862)
- Stegastes redemptus (Heller & Snodgrass, 1903)
- Stegastes rocasensis (Emery, 1972)
- Stegastes sanctaehelenae (Sauvage, 1879)
- Stegastes sanctipauli Lubbock & Edwards, 1981
- Stegastes uenfi Novelli, Nunan & Lima, 2000
- Stegastes variabilis (Castelnau, 1855)

World Register of Marine Species (4 avril 2014) y ajoute l'espèce Stegastes trindadensis Gasparini, Moura & Sazima, 1999

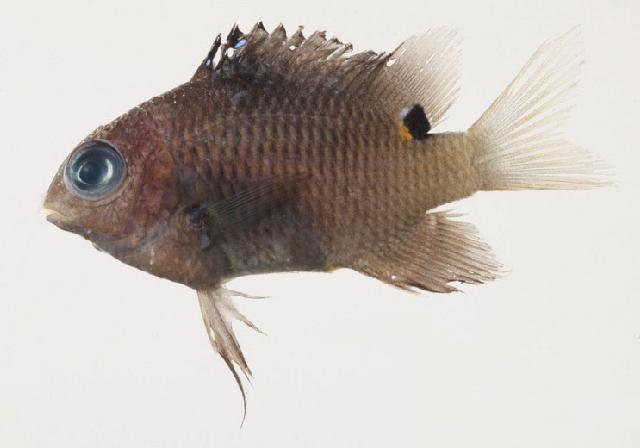
Stegastes albifasciatus
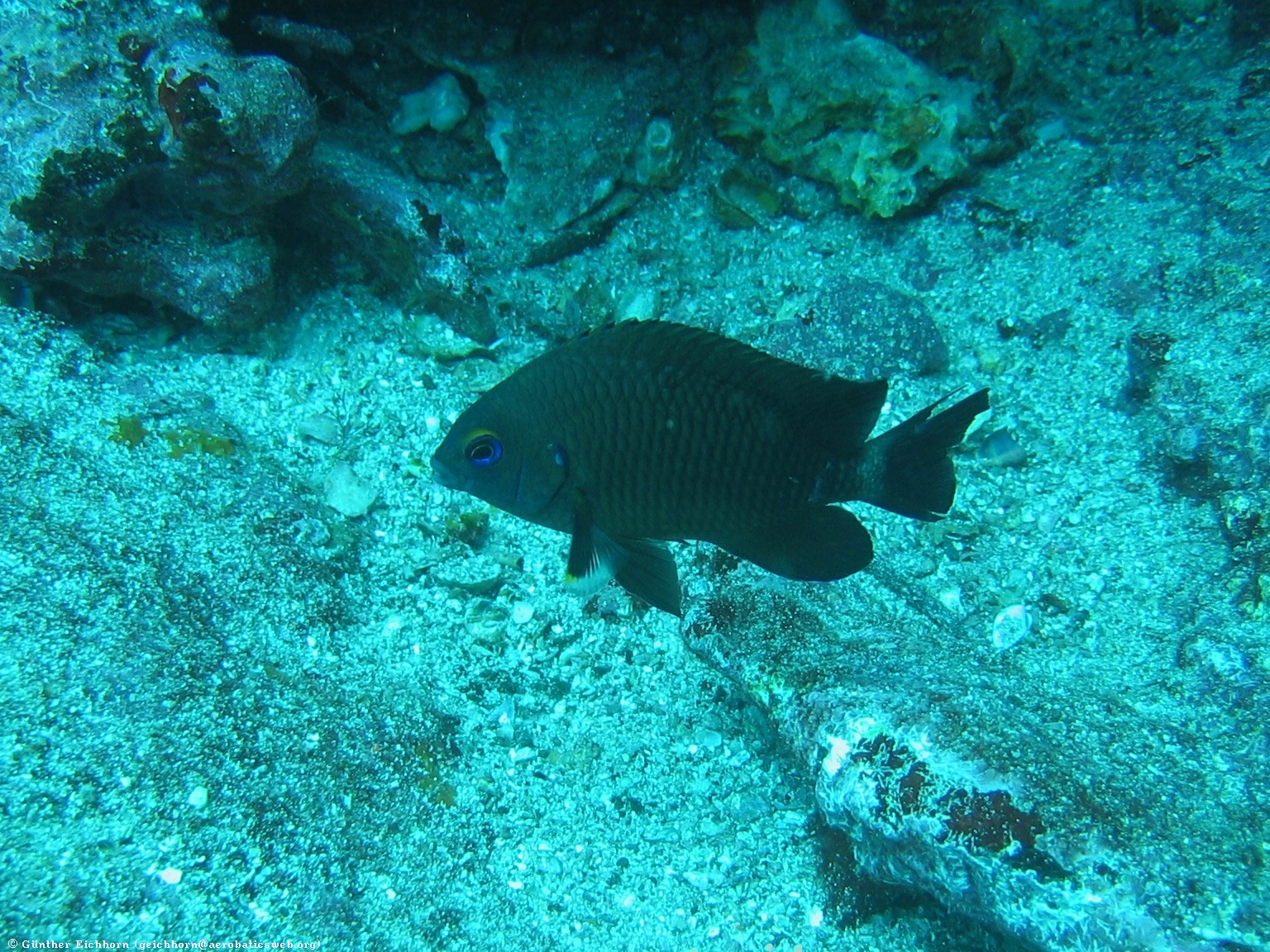
Stegastes beebei
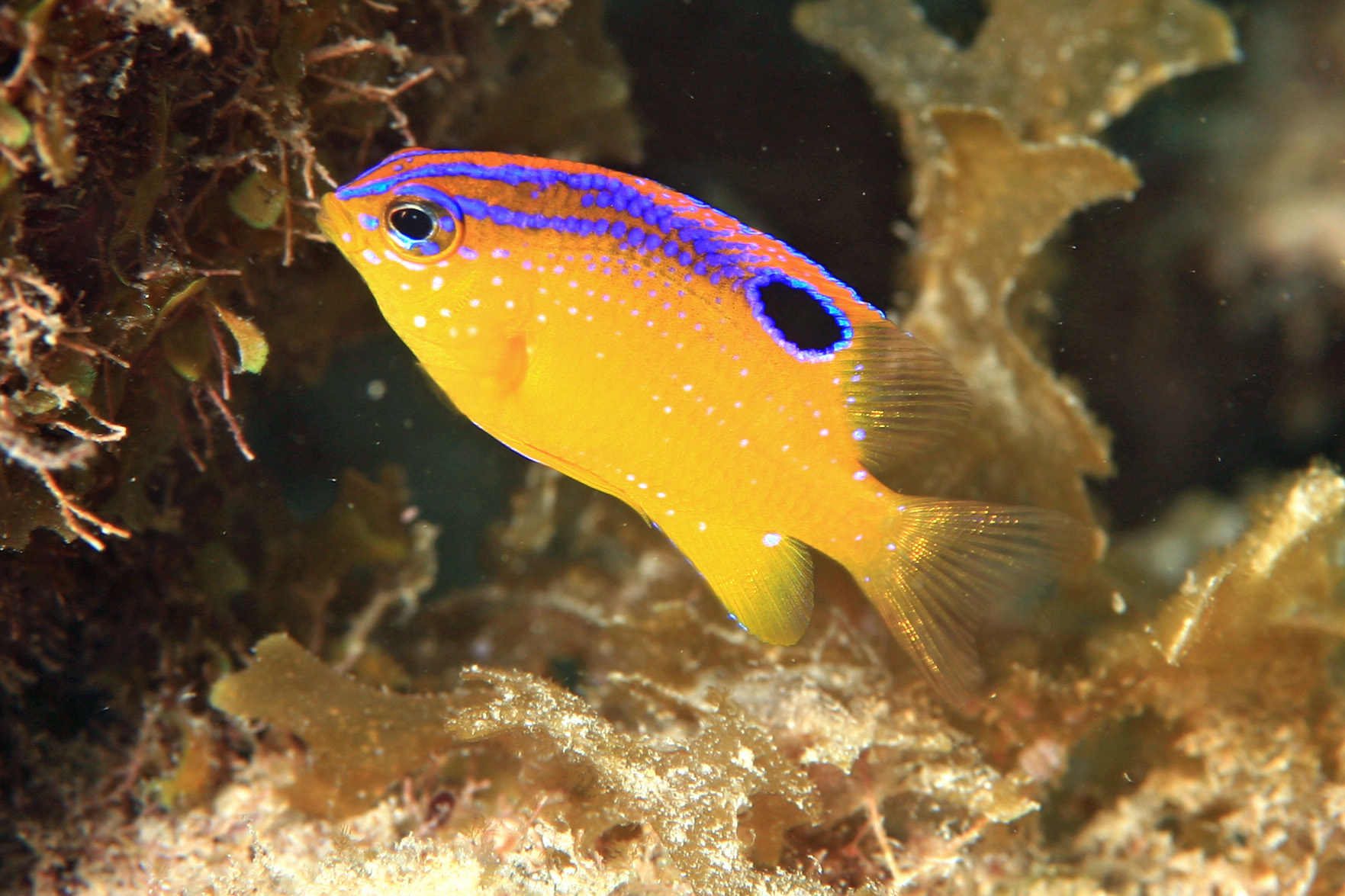
Stegastes diencaeus
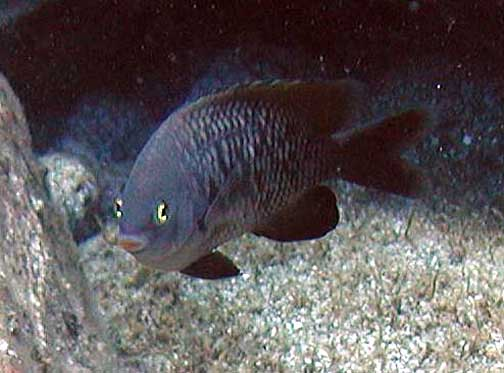
Stegastes fasciolatus
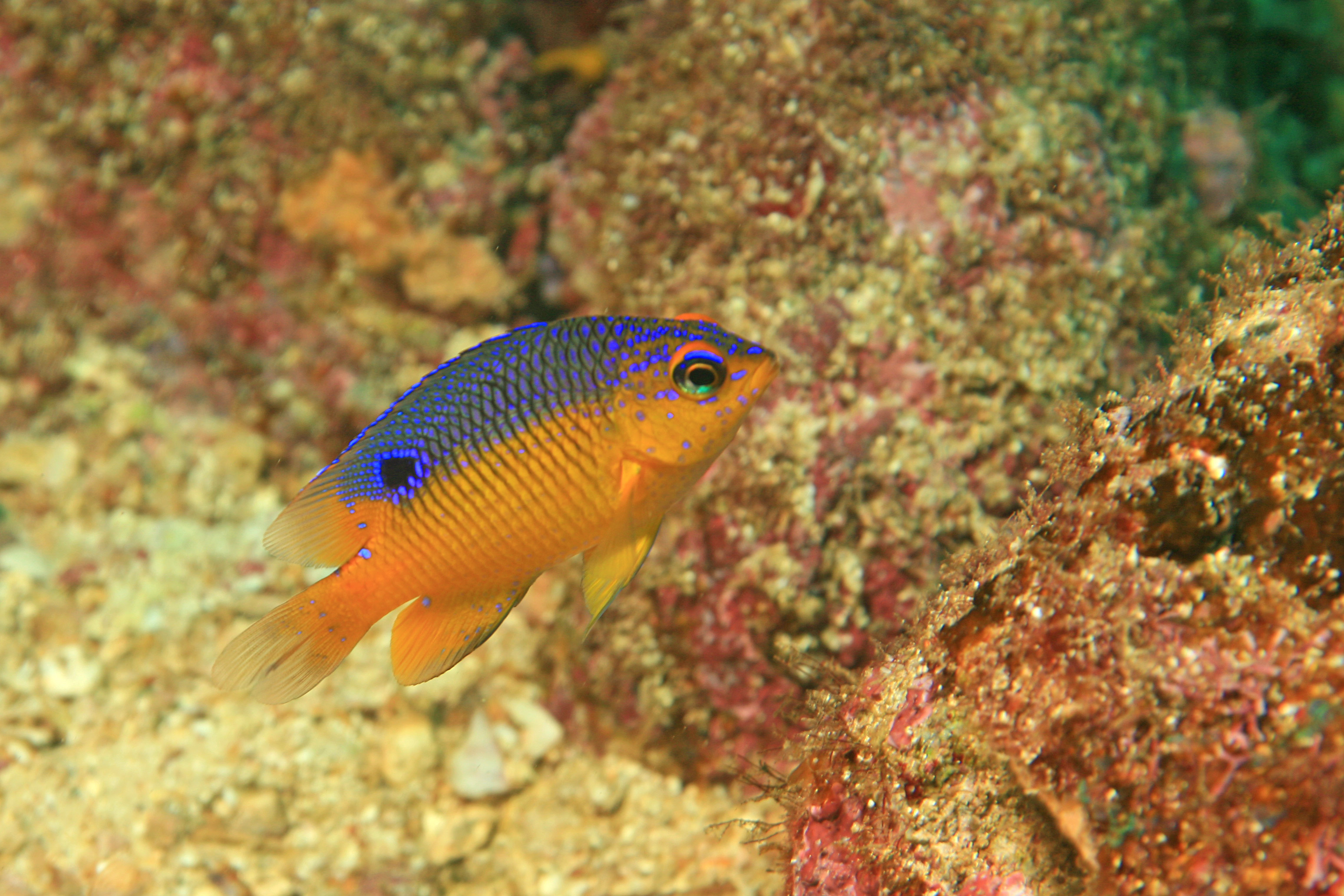
Stegastes flavilatus juvénile
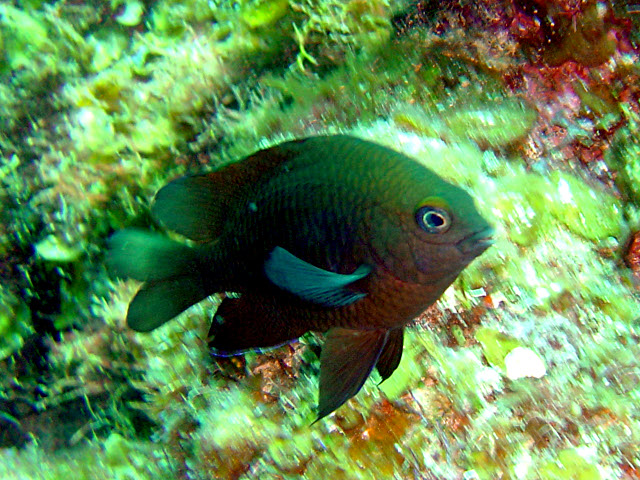
Stegastes fuscus
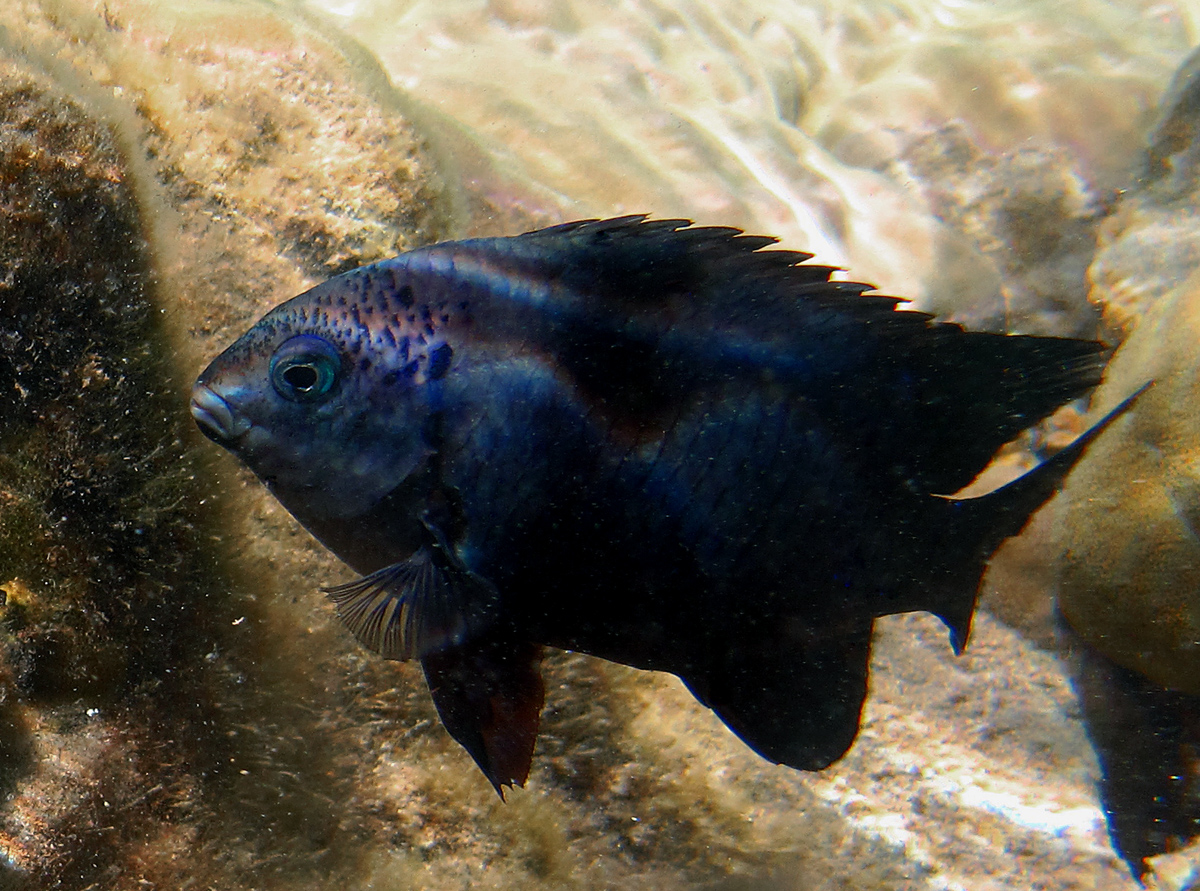
Stegastes limbatus
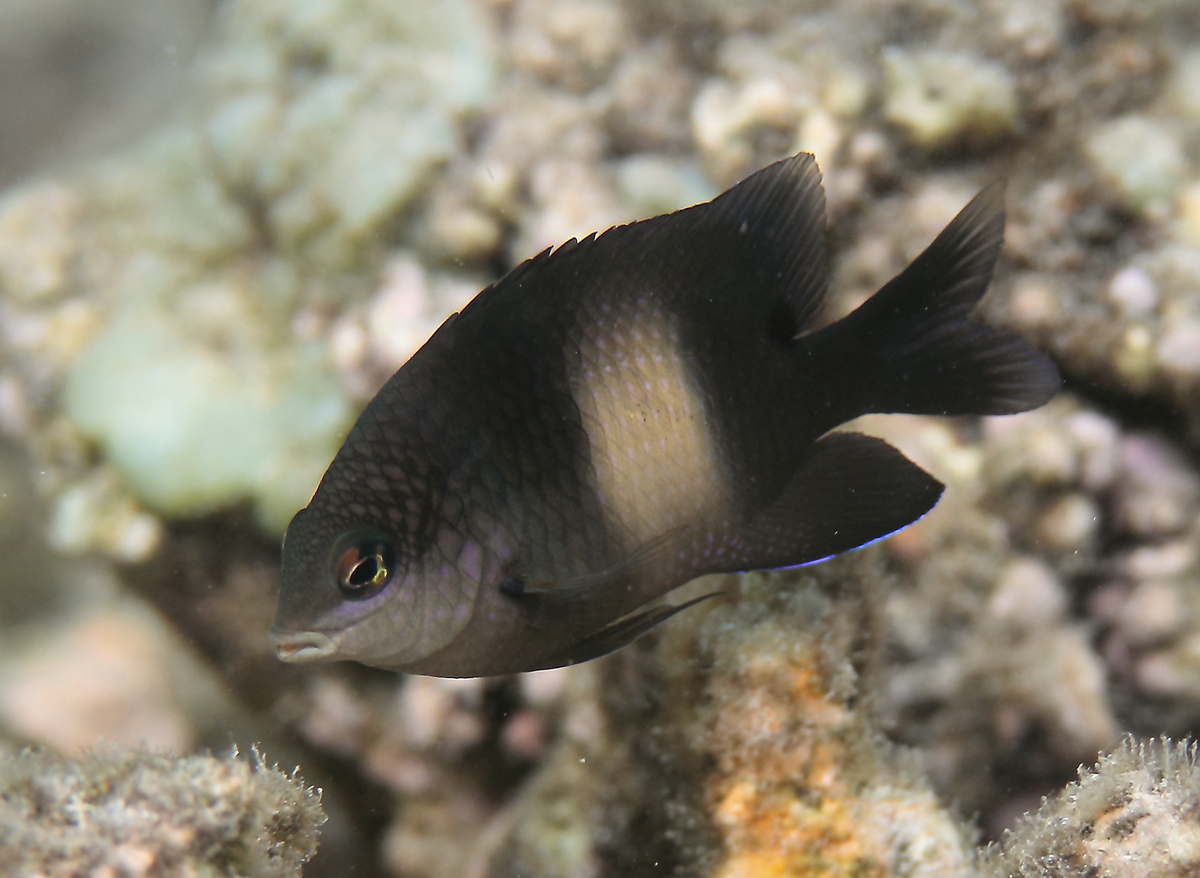
Stegastes nigricans
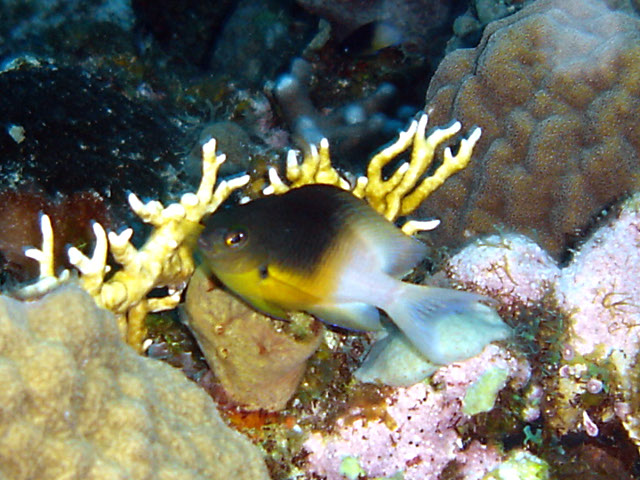
Stegastes partitus
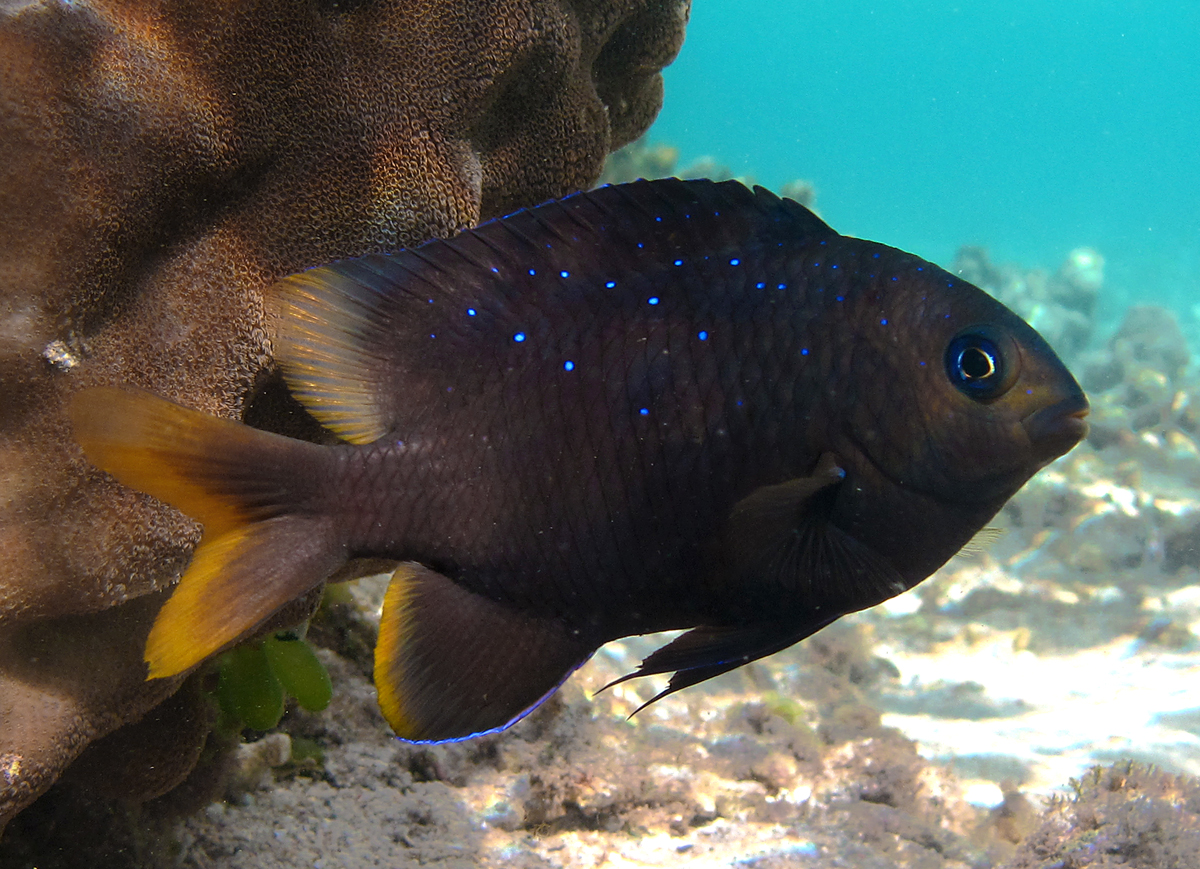
Stegastes pelicieri
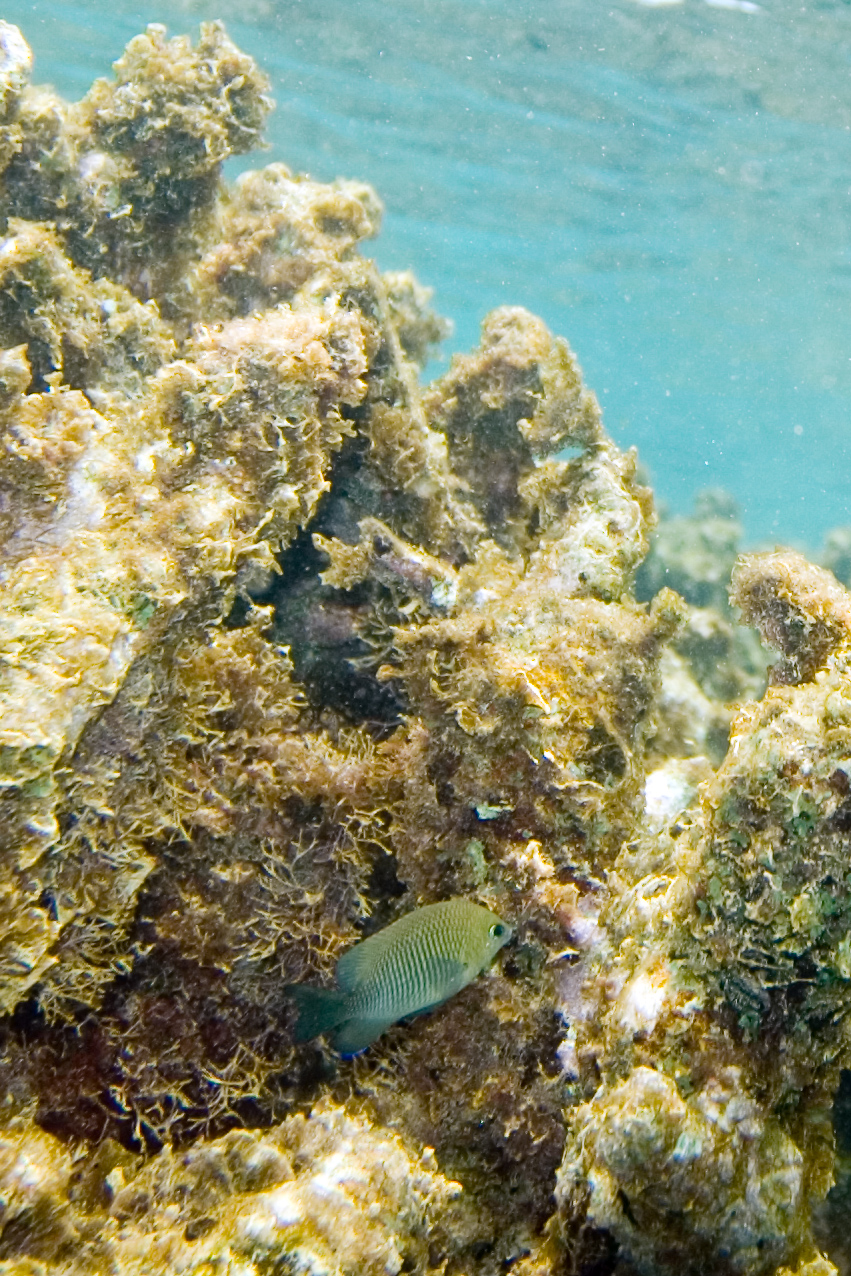
Stegastes planifrons
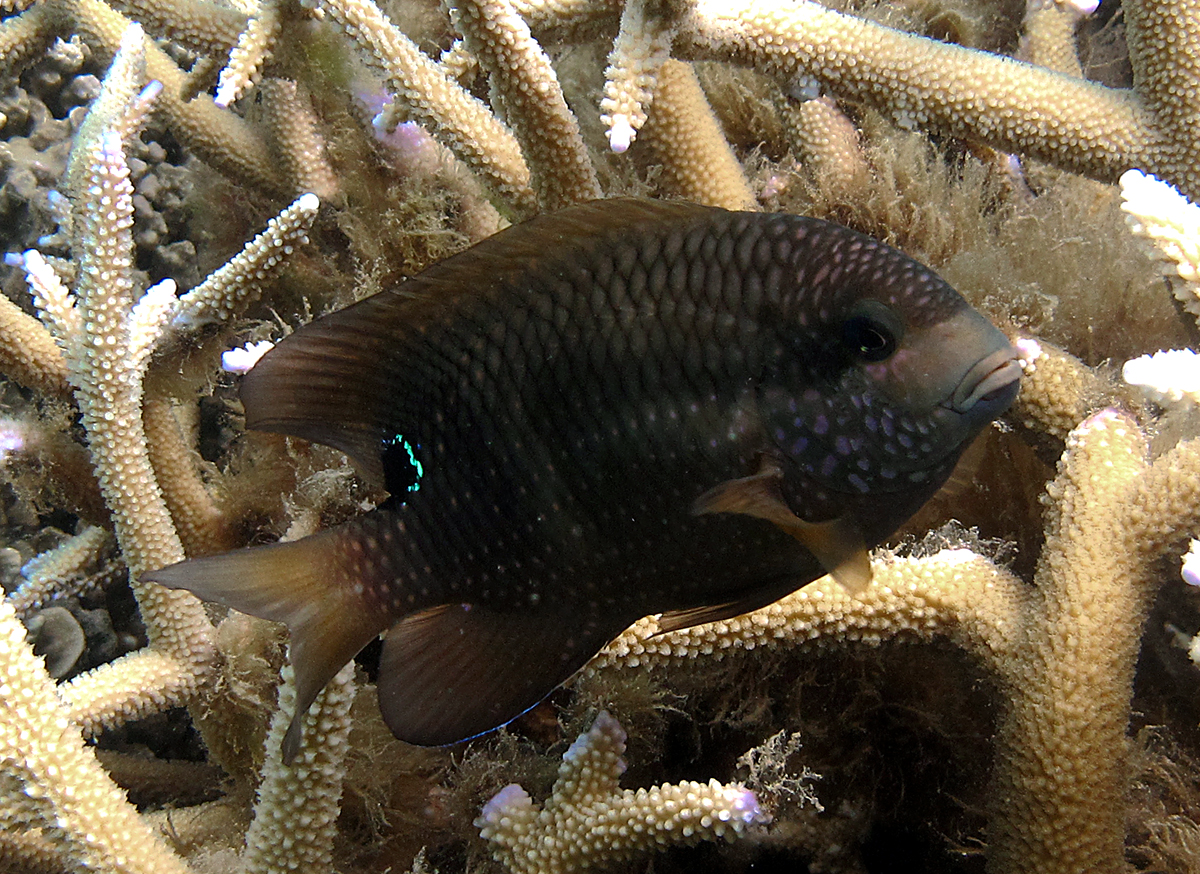
Stegastes punctatus
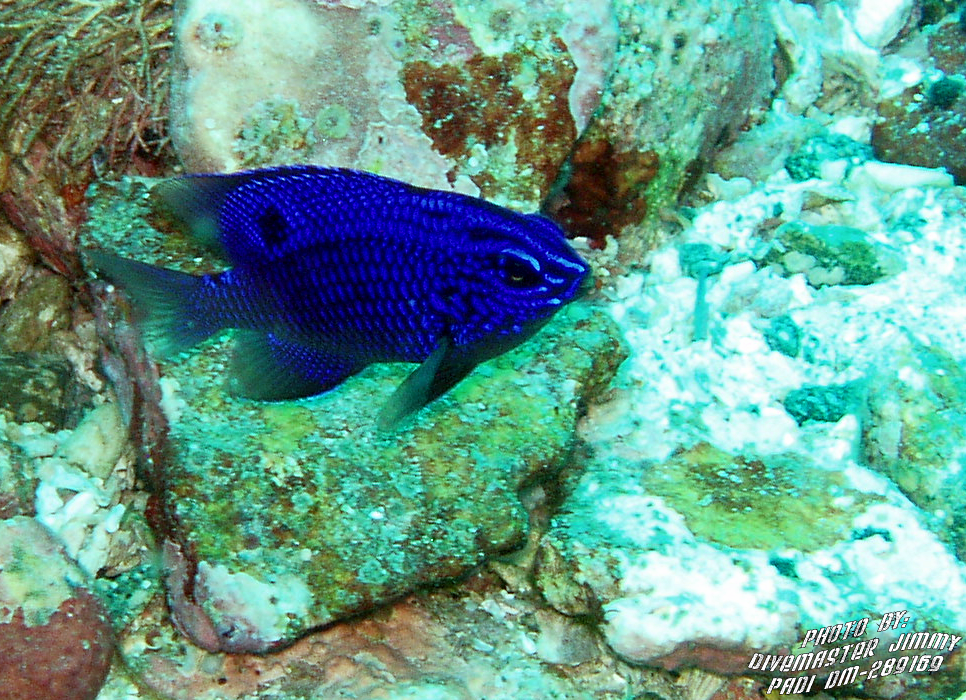
Stegastes rectifraenum
Stegastes variabilis